# MoU
MoU (сокр. от англ. Minutes of Use) — метрический показатель, равный количеству минут, использованных абонентом на услуги голосовой передачи данных (телефонной связи). Автоматически рассчитывается биллингом при выставлении счетов на оплату.
Телекоммуникационными компаниями MoU используется и как аналитический показатель. В этом случае применяется среднее MoU в расчете на одного абонента. Данный показатель дополняет ARPU при анализе тарифных планов.